# Fiat 28-40 HP
Fiat 28-40 HP – samochód osobowy produkowany przez FIAT-a w latach 1907–1908. 
Konstrukcja samochodu oparta była na wcześniejszym modelu wyścigowym 28-40 HP Targa Florio Corsa. Do napędu wersji seryjnej wykorzystano mniej wysiloną jednostkę napędową, którą był silnik dolnozaworowy o pojemności 7363 cm3 i mocy 40 KM (przy prędkości obrotowej 1400 rpm) umieszczony z przodu, osiągający prędkość 90 km/h. Napęd na koła tylnej osi, poprzez czterobiegową skrzynkę biegów (plus bieg wsteczny), przekazywany był za pomocą łańcucha. Stosowano trzy rozstawy osi, oferując wersję standardową oraz dwie wydłużone. W ciągu dwóch lat wyprodukowano 953 egzemplarze.